# Ebergassing
Ebergassing es un municipio situado en el distrito de Bruck an der Leitha, en el estado de Baja Austria, Austria. Tiene una población estimada, a inicios de 2024, de 4305 habitantes.